# Alphonse de Cailleux
Pour les articles homonymes, voir Cailleux.
Alexandre Alphonse Achille, vicomte de Cailloux ou Alphonse de Cailleux (Rouen, 31 décembre 1788 - Paris 9e, 24 mai 1876) est un peintre, conservateur et administrateur des musées royaux français.

## Biographie
Alphonse de Cailleux fait ses études au lycée de Rouen. Il est aide de camp du général Lauriston.
En 1825, Alphonse de Cailleux, qui est proche du mouvement romantique et des auteurs comme Victor Hugo, collabore avec le baron Isidore Juste Séverin Taylor et l'écrivain Charles Nodier à l'ouvrage de Taylor intitulé Voyages pittoresques et romantiques dans l'ancienne France. Il rédige la section consacrée à la Normandie.
En 1825, il est nommé officier de la Légion d'honneur alors qu'il est secrétaire général des musées royaux.
En 1836, Alphonse de Cailleux est nommé directeur adjoint du musée du Louvre, auprès de Louis Nicolas Philippe Auguste de Forbin. À la mort de ce dernier, il est nommé directeur général des beaux-arts. Cette fonction annonçait celle, beaucoup plus tardive, de ministre des beaux-arts. En 1845, il est élu membre libre, car n'étant pas artiste lui-même, de l'Académie des beaux-arts à l'Institut de France.
Lors de la destitution de Louis-Philippe à la suite de la révolution de 1848, Alphonse de Cailleux, royaliste convaincu, démissionne de tous ses postes.
Un portrait d'Alphonse de Cailleux, attribué à Georges Rouget, se trouve actuellement au Musée du château de Versailles.